# Regla d'inferència
En lògica, especialment en lògica matemàtica, una  regla d'inferència  és un esquema per a construir inferències vàlides. Aquests esquemes estableixen relacions sintàctiques entre un conjunt de fórmules anomenats premisses i una asserció anomenada conclusió.
Aquestes relacions sintàctiques són usades en el procés d'inferència, pel qual s'arriba a noves assercions veritables a partir d'altres ja conegudes. Les regles també s'apliquen a la lògica informal ia les discussions, però la formulació és molt més difícil i polèmica.
Com es va esmentar, l'aplicació d'una regla d'inferència és un procediment purament sintàctic. No obstant això, també ha de ser el vàlid, o millor dit, preservar la validesa. Perquè el requisit de preservació de la validesa tingui sentit, cal una certa forma semàntica per a les assercions de les regles d'inferència i les regles d'inferència en si mateixes.
Algunes de les regles d'inferència clàssiques, molt utilitzades en matemàtiques per a la demostració de Teoremes, es detallen a continuació:
- Llei de separació (modus ponens): Si p i p → q són tots dos veritables, s'infereix que q també ho és.

En símbols: p, p → q impliquen q.
- Llei del modus tollens: si p → q és veritable i q és falsa, s'infereix que p és falsa, ja que si la proposició p fos veritable, la proposició composta p → q seria falsa.

En símbols: p → q, ¬q impliquen ¬p.
- Llei del sil·logisme hipotètic: si p → q i q → r són tots dos veritables, llavors p → r.

En símbols: p → q, q → r impliquen p → r.

## Regles d'inferència clàssiques
Algunes de les regles d'inferència més conegudes són:
A la lògica proposicional:
- Modus ponens
- Modus tollens
- Sil·logisme hipotètic
- Sil·logisme disjuntiu

A la lògica de primer ordre:
- Regla de Generalització universal

A la lògica modal:
- Regla de Necesitació